# Mortehoe
Mortehoe è un villaggio con status di parrocchia civile della costa settentrionale del Devon, nel sud-ovest dell'Inghilterra, facente parte del distretto del North Devon.

## Geografia fisica
Mortehoe si trova a circa 12–13 km a sud-ovest di Ilfracombe.

## Storia
Il villaggio è citato già nel Domesday Book (1086).

## Monumenti e luoghi d'interesse

### Chiesa di Santa Maria
Tra i principali monumenti di Mortehoe è la chiesa di Santa Maria, di epoca normanna.

### Chiesa di San Sabino
Nella parrocchia civile di Mortehoe, segnatamente nel villaggio di Woolacombe, si trova inoltre l'unica chiesa dedicata a San Sabino di Canosa presente in Gran Bretagna.

## Geografia antropica

### Suddivisioni amministrative
La parrocchia civile di Mortehoe comprende anche la stazione balneare di Woolacombe.